# Lenka Cenková
Lenka Basaraba, rozená Cenková, (* 24. leden 1977 Třinec) je bývalá česká tenistka, která se na profesionálních okruzích pohybovala v letech 1992–2002. Na okruhu WTA Tour nevyhrála žádný turnaj. V rámci okruhu ITF získala čtyři tituly ve dvouhře a devět ve čtyřhře.
Na žebříčku WTA byla ve dvouhře nejvýše klasifikována v lednu 1997 na 95. místě a ve čtyřhře pak v listopadu 1996 na 105. místě.
Má syna Davida. Po skončení kariéry se stala trenérkou mládeže v Písku.

## Finále na okruhu WTA Tour
| Legenda                  |
| ------------------------ |
| D – dvouhra; Č – čtyřhra |
| Grand Slam (0)           |
| Turnaj mistryň (0)       |
| Tier I (0)               |
| Tier II (0)              |
| Tier III, IV & V (0–1 Č) |

### Čtyřhra: 1 (0–1)
| Stav       | č. | datum          | turnaj          | kategorie | povrch | spoluhráčka      | soupeřky ve finále                    | výsledek |
| ---------- | -- | -------------- | --------------- | --------- | ------ | ---------------- | ------------------------------------- | -------- |
| Finalistka | 1. | 11. srpna 1996 | Linec, Rakousko | Tier IV   | antuka | Kateřina Sisková | Janette Husárová Natalija Medveděvová | 4–6, 5–7 |